# Kompienga-Stausee
Der Kompienga-Stausee liegt in Burkina Faso.

## Beschreibung
Er befindet sich am Oualé, einem Zufluss des Pendjari im Südosten des Landes westlich von Pama. Je nach Wasserstand umfasst die Wasserfläche etwa 160–210 km² und eine Speicherkapazität von 2,025 Mm³. Ein Wasserkraftwerk am 1985–1988 erbauten Staudamm nahe Tagou dient der Stromgewinnung mit einer Leistung von 14 MW. Außerdem ist der Stausee wichtig für die lokale Fischereiwirtschaft.
Der Stausee hat ein Einzugsgebiet von 5863 km².

## Weblinks

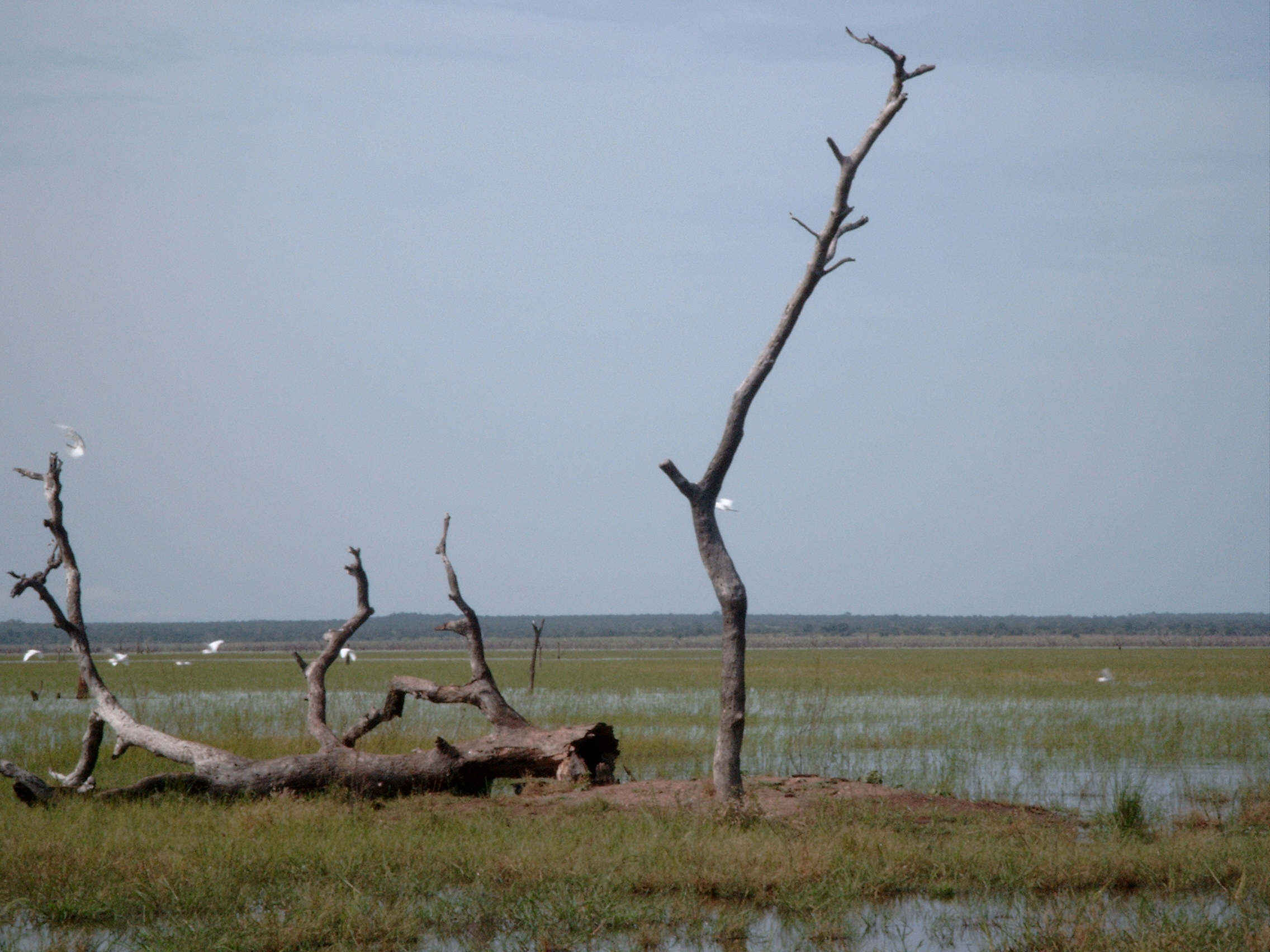
Vögel am Ufer des Kompienga-Stausees